# Biserica „Sfânta Varvara” din Pănășești
Biserica „Sf. Varvara” cu clopotnița din lemn este o biserică amplasată în Pănășești, raionul Strășeni, Republica Moldova. Este un monument arhitectural de importanță națională inclus în Registrul monumentelor Republicii Moldova ocrotite de stat cu nr. 1398 (raionul Strășeni). Datează din 1859.